# Callia lycoides
Callia lycoides är en skalbaggsart som beskrevs av Bates 1866. Callia lycoides ingår i släktet Callia och familjen långhorningar. Inga underarter finns listade.